# Schossberger Schloss

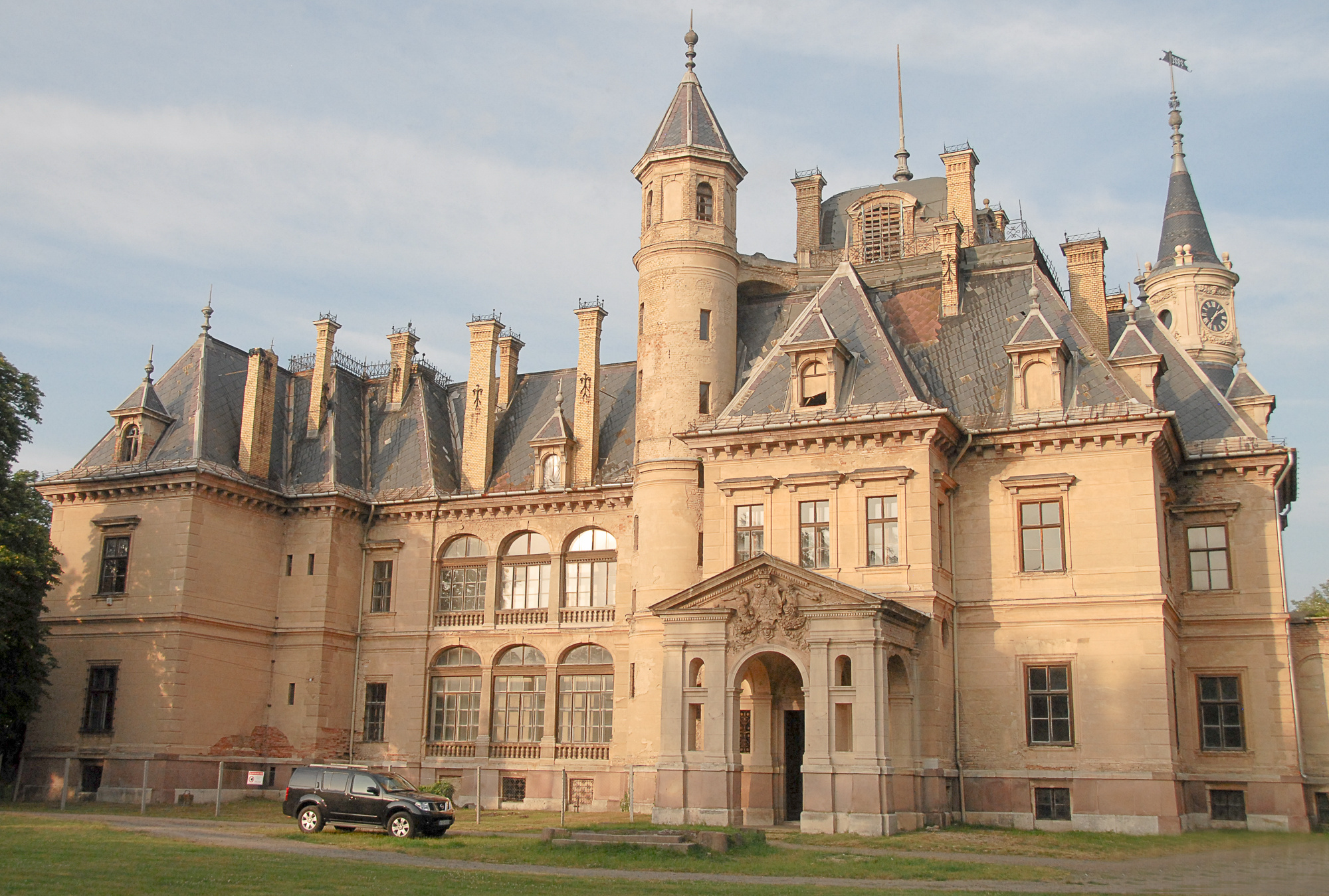
Frontblick auf das Schlossberger Schloss, 2016

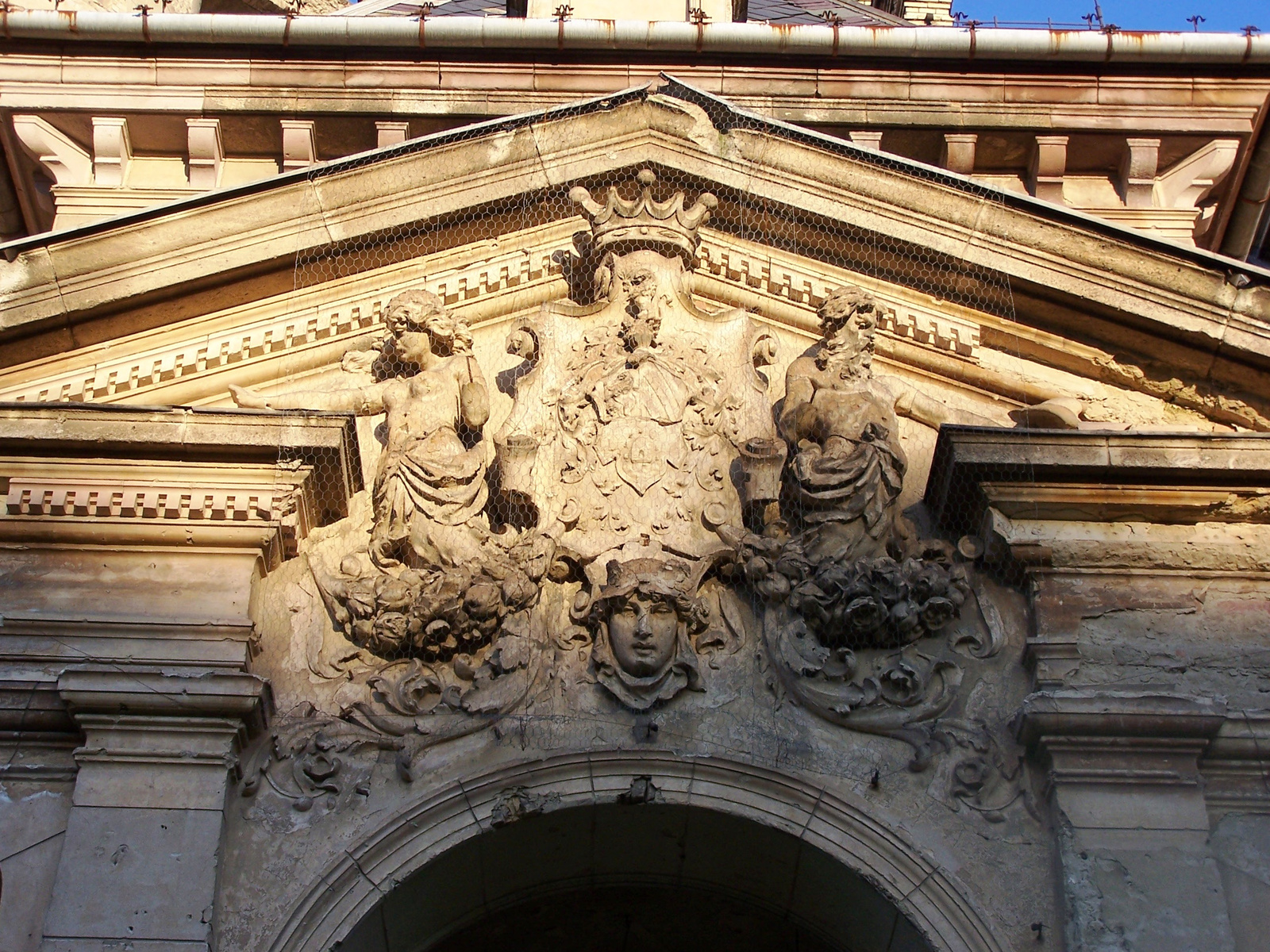
Wappen über dem Portal

Das Schossberger Schloss in Tura, einer ungarischen Stadt im Komitat Pest, wurde 1873 bis 1883 errichtet. Das Schloss ist ein geschütztes Kulturdenkmal.
Das Schloss im Stil der französischen Neorenaissance wurde für den Baron Sigmund von Schossberger nach Plänen des Architekten Gyula Bukovics, einem Schüler von Miklós Ybl erbaut. Das zweigeschossige Herrenhaus besitzt eine quadratische Kuppel und einen linken Flügel mit Palmenhaus. Bemerkenswert sind die zylindrischen Türme sowie die halbkreisförmige Arkadenzone, welche den oberen Terrassen folgt. 
Im Schloss befindet sich ein Fünfsterne-Hotel.

## Trivia
Im Schloss wurden Szenen für den Film In the Land of Blood and Honey von der Regisseurin Angelina Jolie gedreht.
Das Schloss diente im Film Fallen – Engelsnacht, eine Verfilmung des Romans Engelsnacht, zusammen mit dem Schloss Wenckheim (Szabadkígyós) als Filmkulisse für die fiktive Sword & Cross Academy.